# Santiago Massini
Santiago José Massini Gochetti (Salta, 20 agosto 1914 – 22 ottobre 2003) è stato uno schermidore argentino.

## Biografia
Ha partecipato ai Giochi della XV Olimpiade di Helsinki nel 1952 ed ai Giochi della XVI Olimpiade di Melbourne nel 1956.

## Palmarès
In carriera ha conseguito i seguenti risultati:
- Giochi panamericani:

Buenos Aires 1951: argento nel fioretto a squadre.
Città del Messico 1955: oro nel fioretto a squadre e nella spada a squadre.